# Universidad Autónoma Chapingo
Die Universidad Autónoma Chapingo (UACh) ist eine staatliche Universität in der mexikanischen Kleinstadt Texcoco.

## Geschichte
Die frühesten Wurzeln reichen bis nach 1854 auf die in Mexiko-Stadt gegründete "Escuela Nacional de Agricultura" (ENA) zurück. Die ENA, eine militarisierte Schule, wurde 1923 an den heutigen Standort Texcoco in die Liegenschaft der ehemaligen Hacienda de Chapingo verlegt. 1969 wurde die Schule entmilitarisiert und bekam 1974 den Rang einer Universität verbunden mit der Umbenennung in die heutige Bezeichnung.